# Vlajkovci
Vlajkovci (cyr. Влајковци) – wieś w Serbii, w okręgu rasińskim, w gminie Brus. W 2011 roku liczyła 397 mieszkańców.